# 기니저빌
기니저빌(Gerbilliscus guineae)은 황무지쥐아과에 속하는 설치류의 일종이다. 부르키나 파소와 감비아, 기니, 기니비사우, 코트디부아르, 말리, 세네갈, 시에라리온에서 발견되며, 라이베리아에서도 서식하는 것으로 추정하고 있다. 자연 서식지는 아열대 또는 열대 기후의 건조림과 건조 사바나 지역, 암반 지대, 농경지이지만, 주로 라테라이트 또는 점토 토양의 다양한 식물과 무성한 관목이 자라는 지역에서 발견된다. 흔하게 발견되고, 안정적인 개체군, 넓은 분포 지역 때문에 국제 자연 보전 연맹(IUCN)이 "관심대상종"으로 분류한다.